# Ditte Giese
Ditte Giese (født 7. august 1977 på Rigshospitalet) er en dansk kulturjournalist, debattør og forfatter, der i perioden 2008-2018 arbejdede på dagbladet Politiken. I 2018-2023 var hun redaktionschef og journalist på det kulturelle onlinemedie Heartbeats.dk. Og fra 2023 tilknyttet Politiken som fast kolumnist.
Ditte Giese er datter af den afdøde forfatter og feminist Suzanne Giese og forlagsdirektør Claus Clausen. Hun er mor til en dreng (født 2010) og bor på Amager.
Hun har ud over at skrive artikler og bøger været vært på flere podcastserier, blandt andet Ditte Giese er blevet for tyk og Ditte Giese er blevet for syg.
Nomineret til Publicistklubbens Rebelpris 2023.

## Bøger
- Ulige uger, 2022 [7]
- Breve til livet, skrevet sammen med Anne Sofie Allarp, 2020 [8]
- Kvinde kend din krop, medskriver i antologi, 2013[9]
- Dansk Gadekunst, medskriver i antologi, 2011[10]
- 90’er-bogen – historier fra det sjove årti, 2009